# Affoltern am Albis
Affoltern am Albis är en stad och kommun i distriktet Affoltern i kantonen Zürich, Schweiz. Kommunen har 12 859 invånare (2023).
I kommunen finns även orten Zwillikon.